# Astragalus kialensis
Astragalus kialensis är en ärtväxtart som beskrevs av George Simpson. Astragalus kialensis ingår i släktet vedlar, och familjen ärtväxter. Inga underarter finns listade i Catalogue of Life.